# Zeche Piesberg
In der Zeche Piesberg am Piesberg in Osnabrück (Niedersachsen) wurde bis 1898 und in den Notzeiten nach dem Zweiten Weltkrieg Steinkohle abgebaut, die als Anthrazit einzustufen ist. Das Gebiet zählt zum Ibbenbürener Steinkohlenrevier. Schächte waren unter anderem der Haseschacht und der Stüveschacht.

## Lagerstätte

Grubenfeld des Piesberges, 1894

Der Piesberg liegt im Nordwesten von Osnabrück. Er ragte mehr als 100 m aus der Umgebung heraus, seine Kuppe maß ursprünglich 176 m ü. NHN. Diese wurde durch den Abbau des Piesbergsandsteins abgetragen. Das Oberkarbonvorkommen erstreckt sich in Nordsüdrichtung über 1,2 km, und in Ostwestrichtung über 1,9 km. Im Steinbruch gibt die Schichtfolge des Westfal D einen guten Einblick. Der Piesberg entstand durch die Vertikalbewegung des Bramscher Plutons. Die Aufwölbung hat im Westen ein Einfallen von 10°, im Süden 30° bis 40° und im Norden und Osten einen Verwurf von 300 m.

### Flöze

Abbau in Flöz Dreibänke, 1896

16 Flöze wurden im Piesberg bekannt. Dieses sind im Westfal D die Flöze (in Reihenfolge der Tiefe)
- Flöz Itterbeck        10 cm Kohle (unbauwürdig)
- Flöz Schmitzchen      15 cm unreine Kohle (unbauwürdig)
- Flöz Johannisstein    80 cm sehr reiner Kohle (wurde abgebaut)[1]
- Flöz Mittel           52 cm sehr feste Kohle (wurde abgebaut)
- Flöz Dreibänke        154–168 cm mit Bergemittel und 105–115 cm reine Kohle (wurde abgebaut)
- Flöz Bänkchen         15 cm unreine Kohle (unbauwürdig)

Grenze zum Westfal C in der Oberkante von Flöz Zweibänke
- Flöz Zweibänke        76 cm, davon 68 cm reine und feste Kohle (wurde abgebaut)

Unterhalb von Flöz Zweibänke ist kein Abbau mehr erfolgt
- Flöz Kohlebänkchen    38 cm unreine Kohle
- Flöz Zwilling I       53 cm Kohle
- Flöz Zwilling II      56 cm Kohle
- 5 unbenannte Flöze    10, 50, 15, 13, 11 cm
- Flöz Vierbänke        160 cm Kohle

Die Kohle des Piesberges besitzt einen hohen Inkohlungsgrad, bedingt durch die Aufheizung des Gebirges aufgrund des Bramscher Plutons. Maximal 1,9 % flüchtige Bestandteile und Armut an Asche und Schwefel kennzeichnen die hohe Güte der Kohle. Durch den Steinbruchbetrieb wurden in den letzten Jahrzehnten immer wieder Restpfeiler vom Kohleabbau erschlossen. Berühmt geworden sind die Baumwurzeln aus den Hängen des Flözes Zweibänke, von denen sich je ein Exemplar in Naturkundemuseum Osnabrück und im Bergbaumuseum Bochum befindet.

## Geschichte

### Früher Bergbau

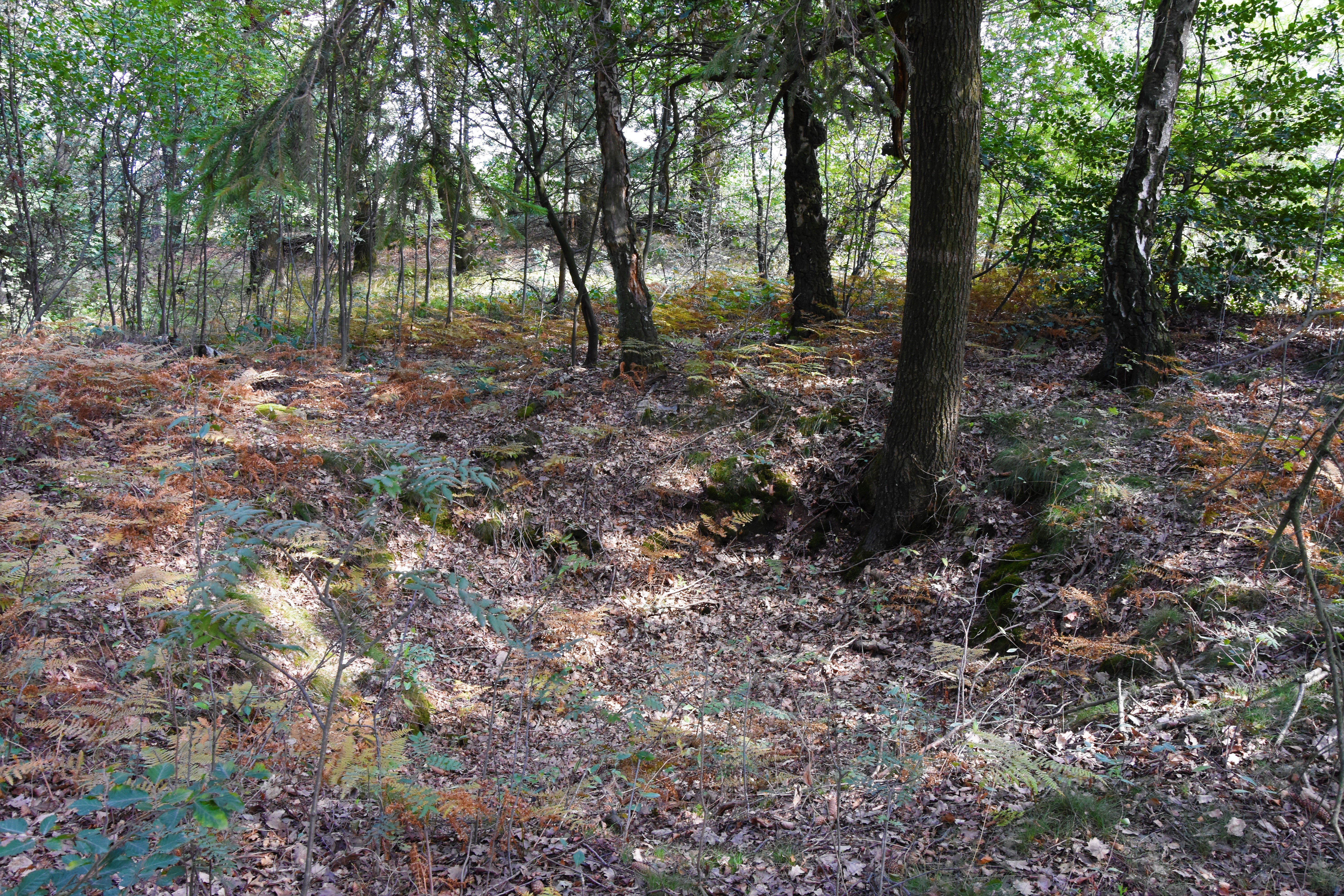
Pinge des frühen Bergbaus in der Nähe der Johannissteine

Die ersten urkundlichen Erwähnungen des Bergbaus am Piesberg gehen in das Jahr 1461 zurück, es wird ein Kohlebrecher R. Nolleke erwähnt, der in der Neustadt wohnhaft war. Für den Festungsbau 1540 wurden die Kalköfen mit Piesberger Steinkohle befeuert. Die Piesberger Steinkohle schien für Schmiedefeuer jedoch ungeeignet. Besser geeignet war die Ibbenbürener- und Borgloher Steinkohle, im Gemisch mit der Piesberger.

### Die Stadt als Bergwerksunternehmer
Die Stadt Osnabrück betrieb von 1568 bis 1647 die Kohlegruben und die Kalköfen am Piesberg auf eigene Rechnung. Da die Kohle ausschließlich für das Kalkbrennen verwendet wurde, war der Umfang der Kohlegruben äußerst gering. Das Jahresgehalt des Meisters und der Kohlebrecher betrug 1645 durchschnittlich 142 Reichsthaler. Um den Betrieb zu vergünstigen, wurden Leistungsverträge abgeschlossen, indem die Materialien und das Geleuchte von der Stadt getragen wurde. Ein erster Schacht wurde im Jahr 1540 erwähnt, der jedoch wegen ungünstiger Wasserzuflüsse kein langes Leben hatte. Erst als 1577 ein Wasserlösungsstollen zum Wallenhorster Moor geschaffen wurde, wurde der Betrieb wieder aufgenommen. Dieser Stollen wurde im 19. Jahrhundert wiederentdeckt. Er hatte den Namen Pinkloch- oder Pinkholl-Stollen und befand sich 300 m südöstlich des Stüveschachtes (Pink= Klang des Schlägels beim Schlag auf das Eisen).

### Verpachtung des Betriebes
Da die wirtschaftliche Lage der Kohlegruben schlecht war, beschloss die Stadt, die Kohlegruben ab 1647 für jeweils vier Jahre zu verpachten. Pächter war ausschließlich die Familie Pagenstecher, lediglich 1675 pachtete ein gewisser Saatkamp die Gruben. Um Pachterhöhungen vorzubeugen, wurden der Stadt wiederholt die hohen Kosten zum Betrieb der Gruben vorgehalten. Der Aufschluss tiefer gelegener Kohlen gestaltete sich schwierig, so dass 1727 die Stadt den Bergmeister Huisken der Borgloher Grube beauftragte, einen neuen Stollen anzulegen. Pagenstecher missfiel der Vorschlag des Bergmeisters und er versuchte einen sieben Lachter höher angesetzten Stollen zu bauen, um schneller an das Kohlenflöz zu gelangen. Die Stadt stimmte dem Vorschlag des Bergmeisters zu und erteilte Pagenstecher eine Absage. Der Stollen wurde am 30. Juni 1727 begonnen und wurde mit Lütticher Bergleuten, die den Umgang mit Schießpulver kannten, an der Nordseite des Berges aufgefahren. Später erhielt der Stollen den Namen Lücker Stollen. Da der Erfolg ausblieb (man hat kein Flöz angetroffen) und zum Überfluss die Schmiede am Stollenmundloch einem Brand zum Opfer fiel, wurde der Vortrieb 1728 eingestellt. Das Stollenprojekt von Pagenstecher wurde wieder aufgegriffen und mit Bergleuten aus dem Oberharz wurde der Stollen vorangetrieben. Er erhielt nach dem Bergmann Mauersberg den Namen Mosbergerstollen. Doch auch dieses Stollenprojekt wurde 1730 aufgegeben, da man an einer günstigeren Stelle mit einem Schacht Kohle fördern konnte und Kosten ersparen wollte.

### Unter der Regie Osnabrücks
Ab 1730 übernahm wieder die Stadt die Regie. Die geförderte Menge blieb weiterhin niedrig. Ab 1740 wurde auf Drängen von Mauersberg der Vortrieb des Mosberger Stollens aufgenommen und erreichte das Flöz Johannisstein. Bald war der Betrieb jedoch wieder sehr heruntergekommen und die Mansfelder Bergleute Wohlgemuth und Huck forderten erfolglos den weiteren Vortrieb des Lücker Stollens. Es entwickelte sich mehr und mehr ein Lese und Raubbau der restlichen Kohlepfeiler. Auch weitere Gutachten 1780 und 1783 wiesen keinen Erfolg aus. Es wurden 1783 sogar Pläne zum Bau von Pumpen vorgelegt, welche durch Windmühlen angetrieben wurden. Dies erschien dem Bergwerksmeister jedoch zu phantastisch und wurde abgelehnt. Als der Salzschreiber Rausch in den bergtechnischen Beirat gewählt wurde, besserten sich 1792 die Zustände. Er trieb den Vortrieb der Stollen voran, forderte bessere „Übung“ der Bergleute beim Abbau, bessere Gerätschaften und Akkord- anstelle von Tagelohn. Die Abrechnung der Kohlegruben und der Kalköfen war von nun an getrennt. Im Jahr 1794 erreichte der Stollen das Flöz Johannisstein. Kurz vor seiner Versetzung 1799 nach Sülbeck forderte er einen tieferen Stollen aufzufahren, um die Kohlevorräte zu sichern. Der Stollen sollte von der Hase aus aufgefahren werden.

### Der Anfang des 19. Jahrhunderts

Zechenbahn zum Piesberg

Ab 1806 fiel Osnabrück für einige Monate vom Königreich Hannover an Preußen und schließlich an Frankreich. Preußen forderte einen umfangreichen Bericht an, in dem die Lage des Bergbaus geschildert werden sollte. Während der Franzosenzeit wurde der Obersteiger Herold aus Minden Betriebsleiter. Das Projekt des Hasestollen wurde zurückverlegt und im Sattelfeld des Flözes Johannisstein Kohle gewonnen. Der jährliche Überschuss stieg in den kommenden Jahren von unter 1000 Talern jährlich auf 5000 bis 7000 Taler. Für Ärger sorgte nur, dass Herold den Hasestollen 1827 ohne Zustimmung und ohne Genehmigung des Magistrats begonnen hatte. Es wurde empfohlen, Pagenstecher einen jungen Obersteiger zur Seite Herolds zu stellen. Da die Zusammenarbeit wenig erfreulich verlief, wurde das Revier in ein östliches, das Pagenstecher unterstand, und ein westliches unter Herold getrennt. Im östlichen Revier wurde ein Schurfschacht und 1830 der Lechtinger Oberstollen aufgefahren. Alle bisherigen Stollen waren zur Wasserlösung aufgefahren worden. Gefördert wurde aus bis zu 16 Schächten, die auf den Stollen geteuft waren. Diese trugen Namen wie Franz, Glück Auf, August und Neuglück. Letzterer besaß eine beheizbare Zechenstube zum Wechseln der Wäsche. Bergmeister Herold, dem der Bergbau in Osnabrück viel zu verdanken hat, starb 1833.

### Pagenstecher als Bergmeister

Ausfahrt der Bergleute

Nach der Übernahme des Betriebs schickte Johann Rudolf Pagenstecher (1808–1891) Bergleute ins Ruhrgebiet, die dort lernen sollten. 1833 ließ er deutsche Förderwagen einführen, die auf hölzernen Schienen liefen. Er änderte die Schichtzeiten und führte die Schichtglocke ein. Schlepper konnte man nun erst mit 15 Jahren und Lehrhauer mit 19 Jahren werden. Bis 1835 verlagerte sich der Abbau auch auf die anderen drei Flöze. Der Absatz von Kohle stieg von 1833 mit 3.817 t auf 12.432 t im Jahr 1840 und auf 27.733 t im Jahr 1853. Der Hauptabsatz verlagerte sich vom Kalkbrennen zum Hausbrand und zur Industrie. Es wurde eine Zementfabrik am Piesberg projektiert, die jedoch nicht gebaut wurde. 1850 wurde der Lechtinger Tiefer Stollen angelegt. Dieser lag 20 Meter unter dem gleichnamigen Oberstollen. Das Flöz Dreibänke wurde 1852 erreicht. Im Abbau wurde streichender Pfeilerbau verwendet, bei flacherer Lagerung auch diagonaler Pfeilerbau. Strebbau, der versuchsweise eingeführt wurde, bewährte sich jedoch nicht. Der Bau der Eisenbahn in den 50er Jahren des 19. Jahrhunderts erwies sich als Glücksfall für die Gruben. Da der Bau der Bahn von Osnabrück über Bramsche nach Oldenburg zunächst scheiterte, und der Bau der Bahn Löhne–Osnabrück–Rheine nicht nahe dem Bergwerk verwirklicht wurde, musste eine Zweigbahn gebaut werden. Deswegen wurde der Hasestollen endlich weiter vorangetrieben. Die Kosten einschließlich Bau der Brücke über die Hase wurden mit 100.000 Talern angegeben. Die Eisenbahn wurde 1852 in Betrieb genommen, die Zweigbahn am 1. September 1857. Die möglichen Absatzgebiete erweiterten sich und somit auch die Förderung. 1867 wurden bereits 62.576 t gefördert.

### Hasestollen

Stollenmundloch des Hasestollens

Der Hasestollen – benannt nach dem nahegelegenen Fluss Hase – lag 21,12 m unter dem Lücker Stollen, 30,73 m unter dem Lechtinger Tiefenstollen, 36,49 m unter dem Mosberger Stollen und 50 m unter dem Lechtinger Oberstollen. Die erschlossenen Vorräte über der Stollensohle erreichten jedoch nur eine geringe Lebensdauer bei steigender Förderung, so sollte schon bald ein Tiefbauschacht geteuft werden.

### Tiefbau
Der Tiefbau begann 1868 mit dem Teufen von Schacht 4 von der Stollensohle aus. Die nun erforderliche maschinelle Wasserhaltung und die Steigerförderung bereiteten der Stadt einiges Kopfzerbrechen. Schacht 4 wurde wegen zu großer Wasserströme, die beim Teufen erschlossen wurden, aufgegeben. Am Fürstenauer Weg wurde nun der Haseschacht geteuft, zunächst bis zur Stollensohle, ab 1872 auch tiefer.
Pagenstecher schied 1872 als Direktor und 1879 ganz aus dem Dienst am Bergbau aus. 1872 war die Belegschaft bereits auf 600 Mann angewachsen und 80.000 t Anthrazitkohle wurden gefördert. Der 210 m tiefe Stüveschacht wurde als zweiter Tiefbauschacht 1873 begonnen. Am 26. September 1876 brachen große Wassermassen in den Stüveschacht ein und brachten den Betrieb zum Erliegen. Der Schacht wurde nach dem Osnabrücker Bürgermeister Johann Carl Bertram Stüve benannt.

Der Stüveschacht, 1896

Der Schacht wurde gesümpft und 1884 eine zweite Wasserhaltungsmaschine aufgestellt. Am Hasestollen wurde 1880 eine Aufbereitung in Betrieb genommen. Der Verkauf gestaltete sich immer schwieriger, da der Kohlepreis seit 1867 von 40 Pfennig pro Zentner auf 30 Pfennig im Jahr 1884 sank. Der 1871 empfohlene Verkauf der Grube wurde 1889 vollzogen. Das Bergwerk ging an den Georgs-Marien-Bergwerks- und Hüttenverein (GMV).

### Betrieb durch den Georgs-Marien-Bergwerks- und Hüttenverein

Pferdeförderung durch eine Wettertür

Der Georgs-Marien-Bergwerks- und Hüttenverein betrieb seit 1870 Versuche mit Piesberger Steinkohle als Kesselkohle, da sie zum Hochofeneinsatz nicht geeignet war. Durch den Wegfall der Borgloher Kohle (Stilllegung) wurde Zukauf nötig. Am 27. Juli 1889 entschloss sich der Georgs-Marien-Bergwerks- und Hüttenverein, das Bergwerk zu kaufen. Der Preis betrug 3.535.835 Mark. Am 2. August 1889 wechselte das Bergwerk den Eigentümer. Die Stadt konnte den zunächst geforderten Preis von fünf Millionen Mark nicht durchsetzen. Die Förderung sollte auf 500 t pro Tag und später auf 700 bis 800 t pro Tag ausgebaut werden. Die Förderung und die Belegschaft verdoppelten sich bis 1895 nahezu, auf 899 Mann und 153.085 t Kohle. Die größte Fördermenge wurde 1897 mit 186.734 t erreicht. Bis zur Übernahme durch den Georgs-Marien-Bergwerks- und Hüttenverein war die Kohle nur oberhalb der ersten Tiefbausohle abgebaut worden. 1892 wurde im Stüveschacht die zweite Tiefbausohle bei 103 m unter der ersten Sohle angesetzt.

### Grubenwasser

Pumpenkammer unter Tage am Stüveschacht

Wegen des fehlenden Deckgebirges hatte die Steinkohlenzeche von Beginn an mit starken Wasserzuflüssen zu kämpfen. In früheren Zeiten war das Wasser mit Haspelschächten von Hand gehoben worden. Später wurden Wasserlösungsstollen ins Gebirge getrieben und entwässerten das Grubengebäude wesentlich wirtschaftlicher. Das Wasser wurde stets der Hase zugeführt. Schon 1794 wurde von Lücker Stollen ein Graben zur Hase, dem größten Nebenfluss der Ems, angelegt. Das Grubenwasser war schon zu dieser Zeit von so schlechter Qualität und stark säurehaltig, dass Lederschuhe, die in der Grube getragen wurden, nach kurzer Zeit zerfielen. In den Ableitungsgräben lagerte sich stark Ocker ab. Die Vegetation starb in bis zu zwei Meter Entfernung ab.
Ursache waren die im Gebirge vorhandenen Nebengesteine und Mineralien wie Pyrit und Markasit (Schwefelmineralien). Durch den Tiefbau wurde die schlechte Wasserqualität nun durch hohe Salzanteile (Natriumchlorid) begleitet. Bis 1897 war der Grubenwasserzufluss auf 40 Kubikmeter pro Minute angewachsen. Der Salzgehalt betrug durchschnittlich 4,63 Gew.-%. Das ergab eine tägliche Salzförderung von 2.670 t. Unterhalb der ersten Tiefbausohle machte sich der hohe Kohlensäuregehalt des Wassers unangenehm bemerkbar. Die Zuflüsse konnten nicht alleine aus dem kleinen Gebiet des Piesberges stammen, sondern mussten ein viel größeres Einzugsgebiet haben. Man vermutete, dass durch die Schichten des Trias, das stark zerklüftet war, das Oberflächenwasser leicht in das Oberkarbon eindringen konnte.

Haseschacht, 1896

Bis 1889 war das Wasser ohne jegliche Vorklärung in die Hase eingeleitet worden. Die Anwohner der Hase, die seit 1869 Rieselwiesen angelegt hatten, klagten gegen den Georgs-Marien-Bergwerks- und Hüttenverein. Ein Vergleich hatte zum Ergebnis, dass das Wasser durch einen Kanal direkt in die Ems geleitet werden sollte. Verschiedene Pläne wurden ausgearbeitet und die erforderliche Länge auf 53,63 km bis 69,7 km errechnet. Zunächst wurde ein Sammelteich angelegt, der das teure Projekt abwenden sollte. Dieser wurde 1891 angelegt. Er umfasste Klär- und Sammelteich mit einem Fassungsvermögen von 510.000 Kubikmetern auf einer Fläche von 30 ha. So konnte das Wasser drei Wochen lang gespeichert werden. In dieser Zeit konnten die Rieselwiesen mit Hasewasser beschickt werden.
Da noch weitere Wiesenbesitzer klagten, sollte das Kanalprojekt vorangetrieben werden. Der Kanal sollte entlang der geplanten Tecklenburger Nordbahn führen und bei Hörstel in den Dortmund-Ems-Kanal eingeleitet werden. Dieses verweigerte die königliche Kanalkommission jedoch; die Einleitung in die Ems wurde jedoch erlaubt. Während der Rieselzeit durfte der Salzgehalt der Ems 0,5 g/l nicht überschreiten, außerhalb der Rieselzeit 1 g/l. Dieses Projekt musste laut Bezirksregierung bis zum 1. Oktober 1899 verwirklicht sein. So wurden die Klagen zurückgezogen. Der Düker unter dem DEK wurde 1897 rechtzeitig fertiggestellt. Jedoch konnten aufgrund des Wassereinbruchs die Salzwerte nicht mehr eingehalten werden. Es blieb nur die Möglichkeit, das Wasser 22 km flussabwärts in die dort wasserreichere Ems abzuleiten. Die zusätzlichen Kosten wurden mit 1.315.000 Mark angegeben.

### Wasserhaltungsprobleme

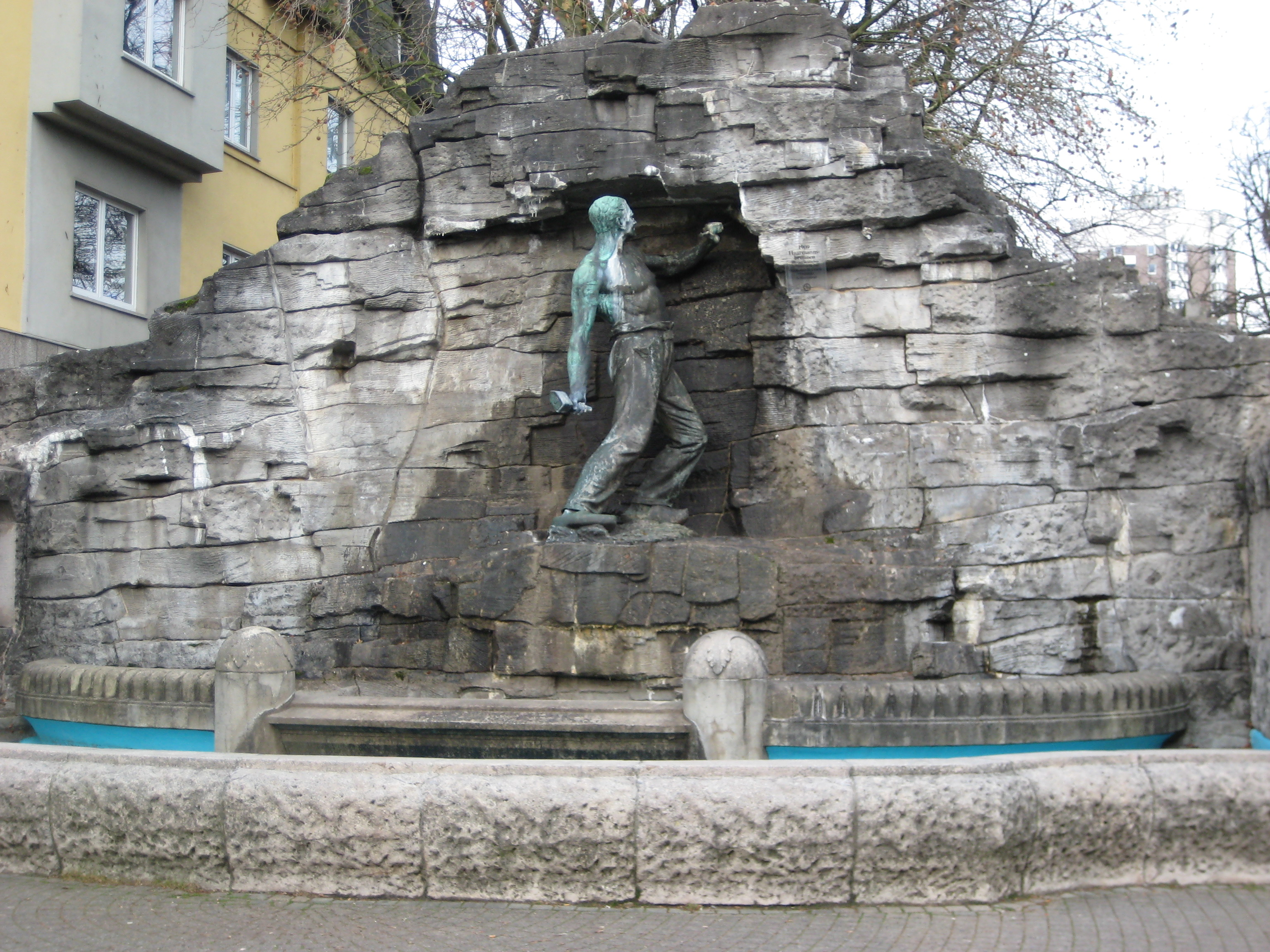
Der Haarmannsbrunnen in Osnabrück setzt dem Beruf des Bergmanns ein Denkmal

Der Wassereinbruch am Stüveschacht 1876 sollte nicht der letzte bleiben. Bei der Übernahme des Betriebes durch den Georgs-Marien-Bergwerks- und Hüttenverein lagen die Wasserzuflüsse noch unter 15 m³/min. Einen weiteren schweren Wassereinbruch gab es, als am 1. September 1893 am Stüveschacht an der Mittelsohle in 55 m Tiefe ein Wetterüberhauen angelegt werden sollte. Etwa 10 m von Schacht entfernt im Flöz Zweibänke ereignete sich der Wassereinbruch mit derartiger Gewalt, dass sich das Wasser sofort in den Schacht ergoss. Auf der zweiten Tiefbausohle arbeiteten 14 Bergleute, die der Anschläger aufforderte, den 21 Mann fassenden Förderkorb zu besteigen. Als fünf Arbeiter im Korb waren, gab er das Signal zum Ausfahren und blieb mit den restlichen acht Bergleuten zurück. Für den zweiten Korb gab es kein Auffahrsignal; oben kam er leer an. Auch auf den weiteren Fahrten kamen keine Leute zutage. Die stark zuströmende Kohlensäure machte Rettungsversuche unmöglich. Da die am Schachtiefsten aufgestellten Pumpen durch Steinfall zerstört waren, stieg das Wasser im Schacht.
Erst mit Aufstellung von Hilfspumpen und dem beginnenden Sümpfen im Januar 1894, was bis März dauerte, konnten die Opfer geborgen werden. Sie wurden am Karfreitag auf dem Hasefriedhof in einem Gemeinschaftsgrab beigesetzt. Beim Vortrieb des Querschlages zum Haseschacht wurde weiter Grubenwasser erschroten. Die Gesamtmenge stieg bis Mitte 1897 bis auf 35 m³/min an. Die Kohlensäure zwang zum Einstellen des Vortriebes. Aber es kam noch schlimmer, als am 25. November 1897 ein Wasserdurchbruch mit 47 m³/min erfolgte. Der Salzgehalt stieg auch auf 4,3–4,5 Gew.-%. Der ganze Nordflügel des Stüveschachtes musste abgemauert werden. Die Kohleförderung ging von 700 t auf 450 t am Tag zurück.
In Osnabrück ließ der Stahlwerksdirektor August Haarmann im Jahr 1909 den Haarmannsbrunnen errichten, der in der Stadt vielfach als Denkmal für die 1893 umgekommenen Bergleute verstanden wird. Dieser Zusammenhang ist jedoch nicht belegt. Haarmann, der aus einfachen Verhältnissen stammte, hatte sich sein Studium als Bergmann verdient.

### Über Tage

Fördermaschine am Schacht

Am Hasestollen befanden sich der Anschluss der Zweigbahn, die Aufbereitung, Zentralwerkstatt, Maschinen- und Kesselhaus, Wasserstation, Bürogebäude und Pferdestall. Die alte Aufbereitung wurde durch eine neue mit Setzmaschine 1892 ersetzt. Zum Antrieb wurde eine 140-PS-Dampfmaschine aufgestellt. Eine weitere mit 35 PS in der Wasserstation versorgte die Betriebe mit Frischwasser aus der Hase. Die Beleuchtung war bereits elektrisch.
Der Haseschacht (92 m tief) war über seine erste Tiefbausohle mit dem Stüveschacht verbunden. Das Tieferteufen bis zur zweiten Tiefbausohle konnte nicht mehr vollendet werden. Die Fördermaschine hatte 132 PS. Noch 1897 erhielt er ein eisernes Fördergerüst. Die Wasserhaltung erfolgte mit zwei Dampfmaschinen von 450 und 64 PS. Unter Tage war eine mit 340 PS installiert, die 27 m³/min schaffte.

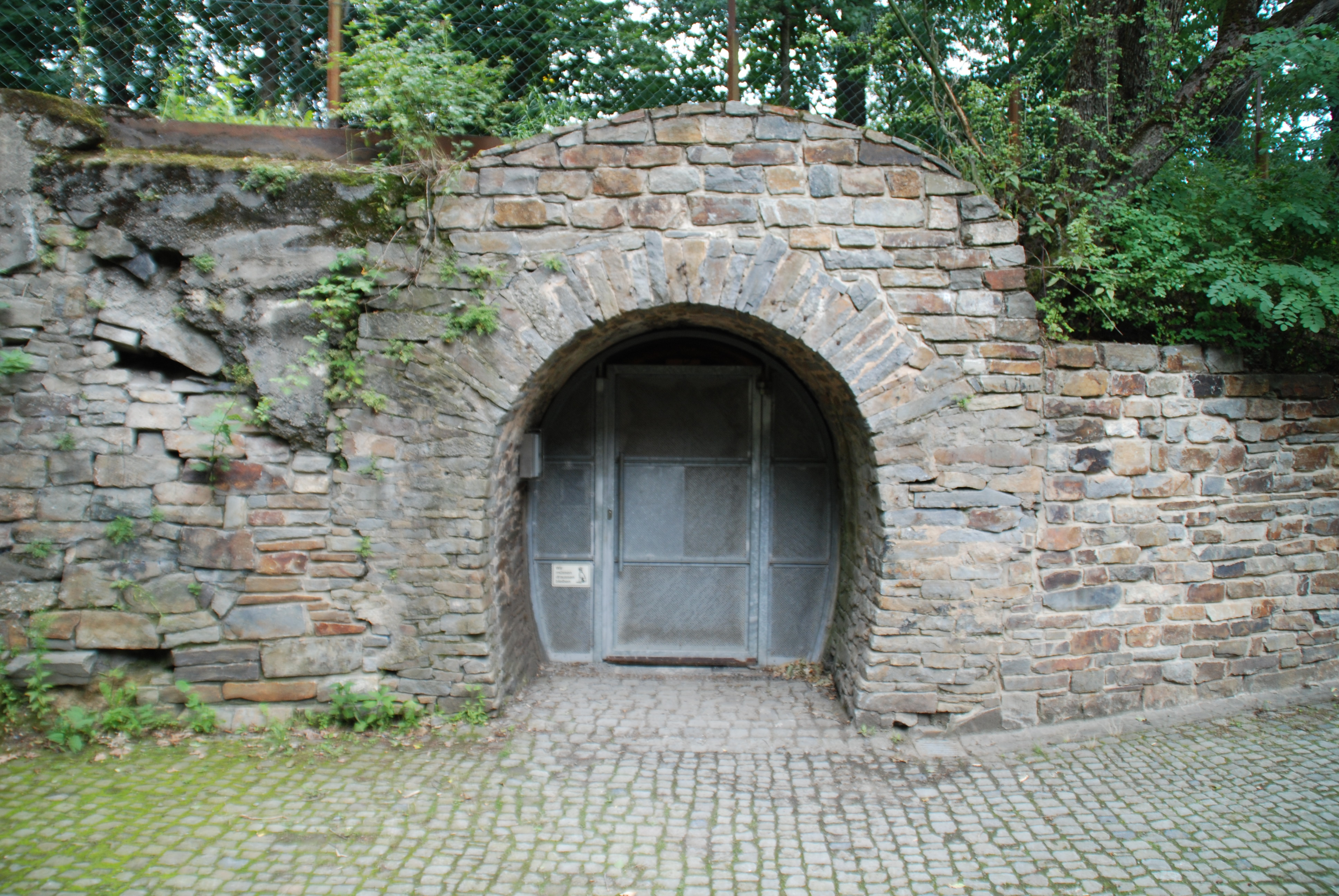
Hasestollen, 2008

Der Stüveschacht (210 m tief) hatte eine zweite Tiefbausohle bei 198 m. Die Förderung übernahm eine 250-PS-Fördermaschine. Es gab zwei Woolsche Wasserhaltungsmaschinen mit je 650 PS, und unter Tage eine mit 600 PS. Die Kapazität betrug 39 m³/min. Es befanden sich hier Kaue, Magazin, Schmiede und Schreinerei. Ein neben dem Stüveschacht geteufter Wetterschacht 1897 konnte nicht mehr vollendet werden. Von Tage aus hatte er die erste Tiefbausohle erreicht (105 m).

### Unter Tage
In den letzten Betriebsjahren wurde die Kohle aus dem nördlichen Feldsteilen in den Flöze Johannisstein, Dreibänke und Zweibänke gewonnen. Ein Sumpf Querschlag vom Stüve- zum Haseschacht wurde nicht mehr fertig gestellt. Die Streckenförderung übernahmen Pferde mit Wagenlängen von bis zu 12 Wagen. Im Hasestollen wurde mit einer Kettenförderanlage die Wagen zu Tage gebracht. Der Abbau änderte sich in den folgenden Jahren von Pfeilerbau auf Bruchbau mit Streben.

### Stilllegung der Zeche

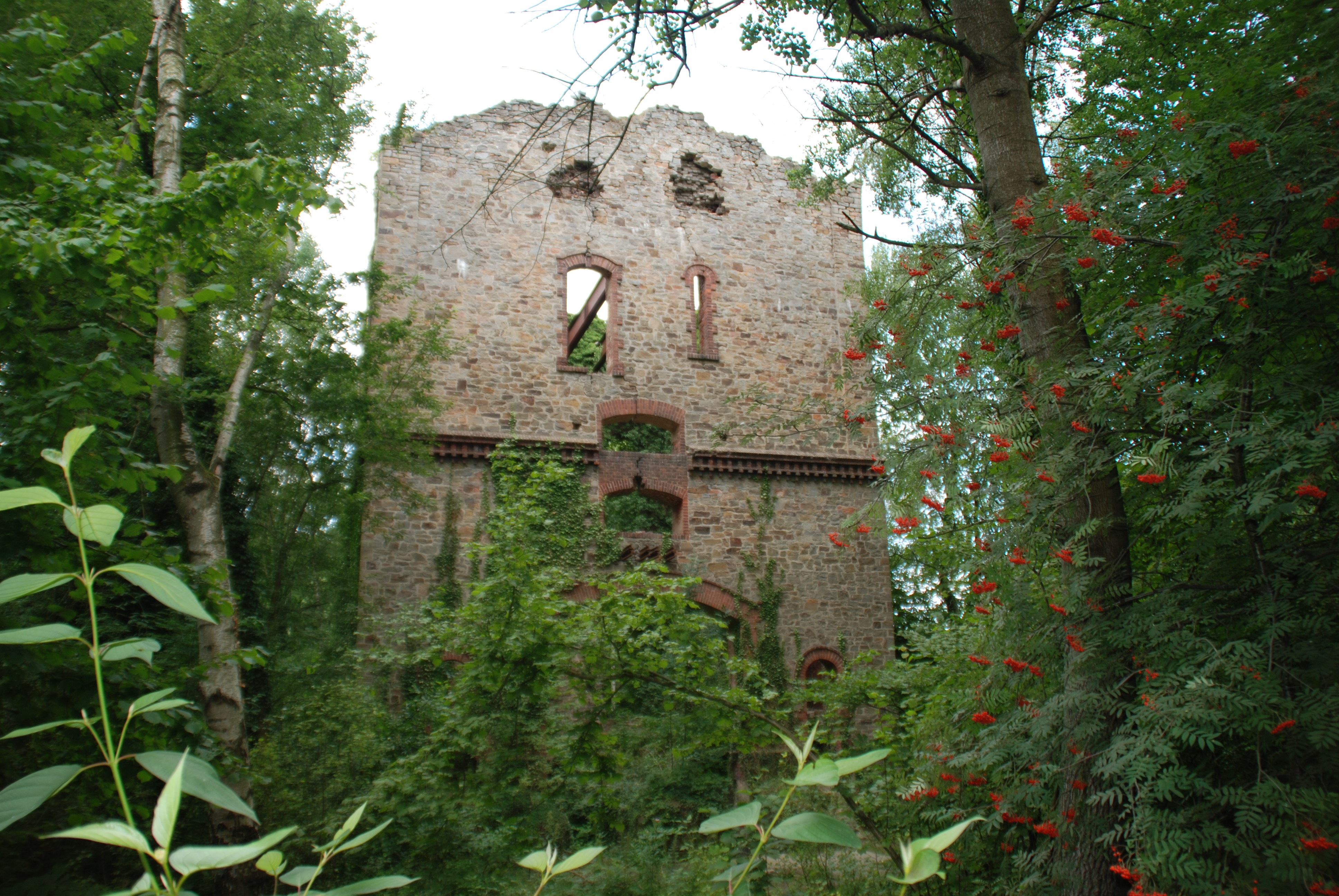
Stüveschacht, 2008

Nach dem Wassereinbruch im November 1897 kam die Frage auf, ob man die im Nordteil für 25 Jahre erschlossenen Vorräte wirtschaftlich abbauen könnte. Vorhersagen, dass die Wasserzuflüsse bis auf 80 m³/min steigen könnten und die Rentabilität allenfalls gering wäre, veranlassten den Georgs-Marien-Bergwerks- und Hüttenverein, eine Generalversammlung der Aktionäre abzuhalten. Der seit dem 12. April 1898 andauernde Streik der Bergleute wirkte sich nicht fördernd auf die Abstimmung aus. So wurde am 18. Juni 1898 die Stilllegung mit 2.272 Stimmen von insgesamt 2.289 Stimmen beschlossen. Das Ergebnis wurde sofort telefonisch zum Piesberg übermittelt. Noch am selben Abend wurde die Wasserhaltung außer Betrieb genommen. Mehr als 100 Bergleute wurden arbeitslos. Zur Sicherung der Steinkohleförderung errichtete der Georgs-Marien-Bergwerks- und Hüttenverein ein Jahr später in Werne (Nordrhein-Westfalen) ein neues Bergwerk, das ab 1902 als „Zeche Werne“ Kohle förderte.
Durch den Kohlenmangel nach dem Ende des Ersten Weltkriegs wurde 1919 wiederholt die Reaktivierung des Bergwerks gefordert. Dieses scheiterte neben den zu erwartenden hohen Grubenwassermengen (bis zu 46 m³/min), auch an dem hohen Salzgehalt des Wassers. So verweigerten zuständige Ministerien die Einleitung des Wassers in Hase und Stichkanal.

### Kleinzeche Piesberg
Nach dem Zweiten Weltkrieg baute man oberhalb der Hasestollensohle nochmals Restpfeiler ab. Die Kleinzeche Piesberg förderte jeweils von 1947 bis 1950 im Flöz Dreibänke, 1950–1951 im Flöz Johannisstein und 1951–1952 im Flöz Zweibänke Kohle. Erschlossen war sie über einen 35 m tiefen Hilfsschacht in der Nähe des Stüveschachtes.

## Museum Industriekultur

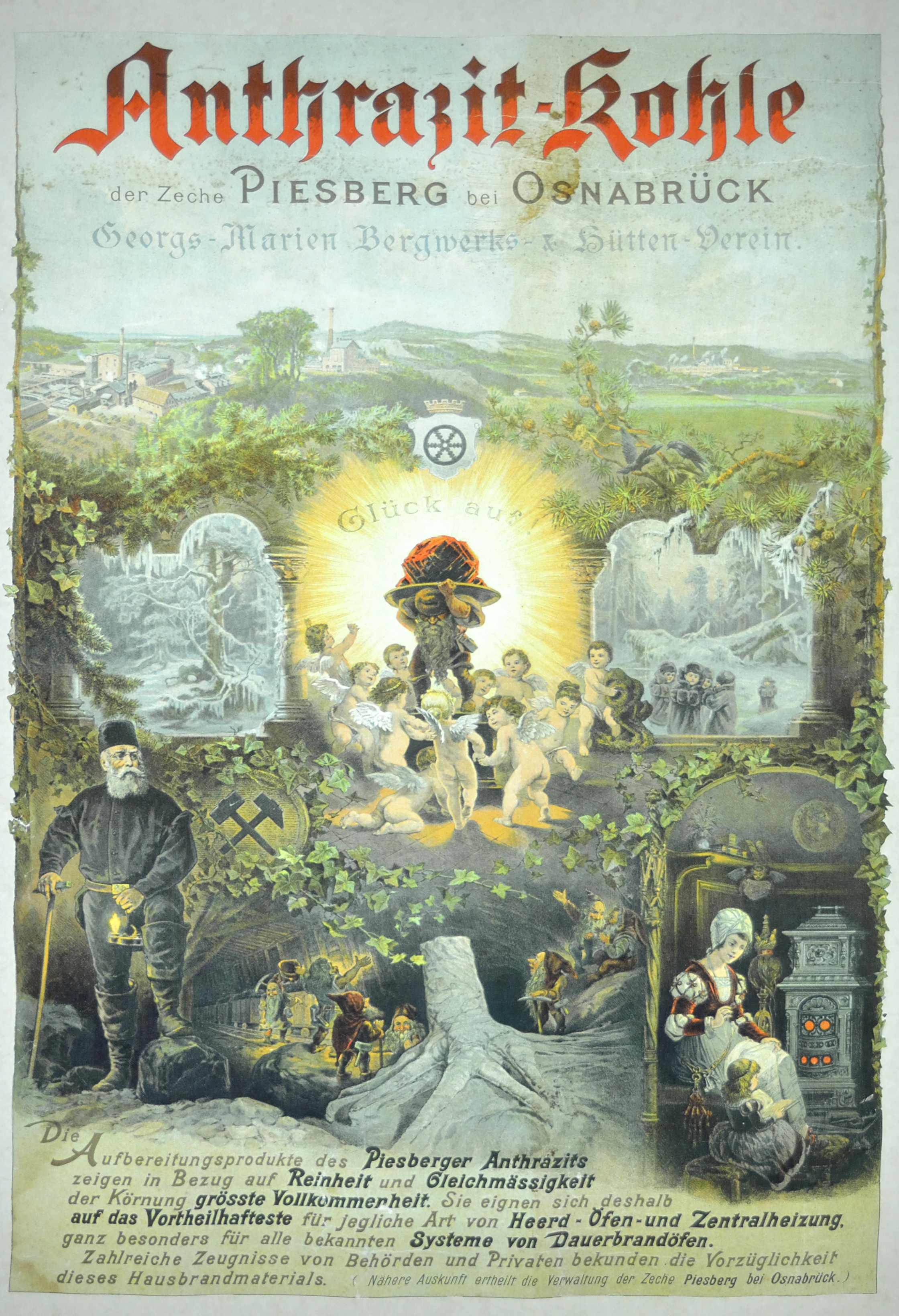
Historisches Werbeplakat aus dem Industriemuseum Osnabrück

An die Geschichte der ehemaligen Steinkohlezeche am Piesberg erinnert das Museum Industriekultur im Haseschachtgebäude und zugehörigen Bauwerken. Vom Haseschachtgebäude haben Besucher Zugang zu einem Bergwerksstollen in 30 Meter Tiefe, der auf einer Länge von 280 Metern begangen werden kann.